# Med Gamma-ekspeditionen til Nordøstgrønland
|  | Denne artikel er oprettet af botten Steenthbot ud fra en ekstern database. Den kan derfor have sproglige fejl eller mangler. Denne skabelon kan fjernes efter kontrol af indholdet. |

Med Gamma-ekspeditionen til Nordøstgrønland er en dansk dokumentarisk optagelse fra 1938.

## Handling
Den danske Nordøstgrønlandsekspedition 1938-1939: Vandflyveren (S-15) hejses ombord på den tremastede motorskonnert "Gamma". Afgang fra Københavns Havn den 19. juli 1938. Optagelser fra Akureyri, Island, inden der sejles videre mod Grønland. Møde med "Gertrud Rask" ved Scorebysund. Et af de grønlandske besætningsmedlemmer på sælfangst i kajak. "Gamma" i Gefion havn. Issejlads. "Gamma" sidder fast i isen på 76° nordlig bredde - nu skal flyvemaskinen gøre gavn. Hvalpe på isen. Hvalros i sigte. I motorbåd langs Germania Lands sydkyst. Overvintringsstation bygges ved Mørkefjord på 77° nordlig bredde (farveoptagelse). Rekognosceringsflyvning inden sejlads ud gennem isbæltet. Sejlads (i farver). En mindre maskinskade tvinger skibet til Farsund i Norge (farveoptagelser). Hjemme igen - indsejling København.